# John Goodricke

Animació mostrant com s'altera la corba de llum d'una estrella binària de contacte mentre realitza la seua òrbita (aquest cas pressuposa que el pla de l'òrbita s'entrecreua amb la línia d'observació de l'observador).

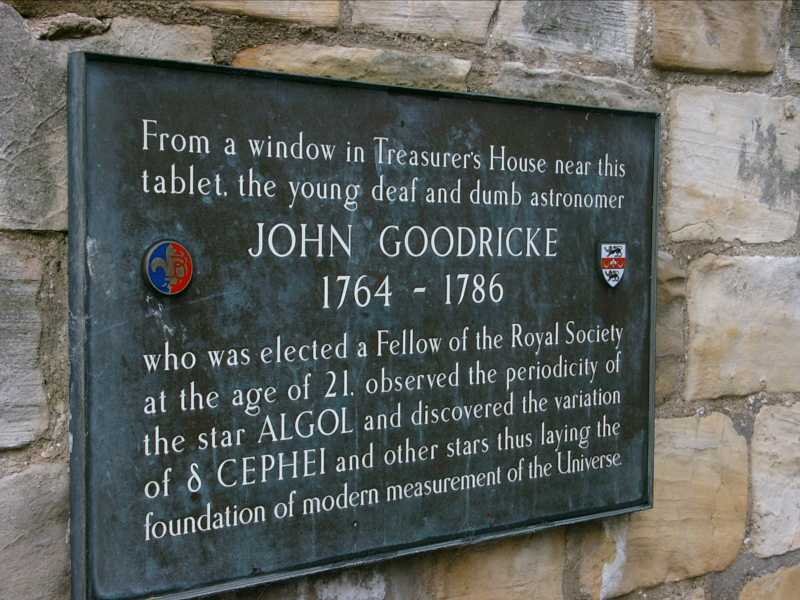
Placa en honor de John Goodricke a York (Anglaterra). El text diu el següent: "Des d'una de les finestres de l'Hotel del Tresorer, situada a prop d'aquesta placa, el jove sordmut astrònom John Goodricke (1764-1786), qui va ésser escollit membre de la Royal Society a l'edat de 21 anys, va observar la periodicitat de l'estrella Algol i va descobrir les variacions de Delta Cephei i d'altres estrelles establint així el mesurament modern de l'Univers."

John Goodricke (Groningen, 17 de setembre del 1764 - York, 20 d'abril del 1786), va ser un astrònom aficionat anglés nascut als Països Baixos.

## Biografia
Fill d'un diplomàtic anglés i de la filla d'un comerciant, va nàixer a Groningen (els Països Baixos) el 1764. Quan va fer cinc anys, l'escarlatina el va deixar sord i, més tard amb 7 anys, els seus pares el van enviar a una escola especial d'Edimburg (la Thomas Braidwood's Academy for the Deaf and Dumb, la primera escola per a nens sords de les illes Britàniques) on va aprendre a llegir els llavis i a desenvolupar la capacitat de parlar. Després, estant en una altra escola especial a prop de York (avui anomenada en el seu honor Goodricke College) es va convertir en un perspicaç astrònom aficionat. A l'edat de 17 anys va començar a observar estrelles variables brillants animat pel seu veí, l'astrònom Edward Pigott (1753-1825) i l'any 1782, als 18 anys, va formular una hipòtesi sobre la peculiaritat de l'estrella Algol. Aquest astre és el segon estel més lluminós de la constel·lació de Perseu i cada tres dies la seua llum minva de cop i volta en tres quartes parts de la seua intensitat i roman fosca durant deu hores abans de recuperar la seua brillantor màxima. Goodricke va estudiar la susdita estrella i va descobrir que les fluctuacions en la seua lluentor eren regulars i mostraven un període de seixanta-vuit hores i quaranta-nou minuts. Per explicar-les, va aventurar que la variabilitat d'Algol era regular, que el seu afebliment era causat per un cos fosc que orbitava al seu voltant i que la seua brillantor disminuïa quan aquest cos fosc passava entre Algol i la Terra, eclipsant la major part de la seua llum. De resultes d'això, va començar a observar altres binàries eclipsants d'aquest tipus. Així, el 1784 va trobar que Beta Lyrae i Delta Cephei variaven la seua brillantor periòdicament, encara que no es va adonar que llur variabilitat tenia un origen diferent. L'any 1890, 104 anys després de la mort de Goodricke, l'astrònom alemany Carl Vogel, va dirigir el seu espectròmetre cap a Algol i, partint de l'estudi del seu espectre, va establir que l'explicació de Goodricke era la correcta: Algol era una estrella binària eclipsada per una companya fosca que orbitava al seu costat. Els descobriments de Goodricke van ser fonamentals perquè, a partir del 1900, es poguera iniciar els sistemes de càlcul de les distàncies còsmiques. La seua mort, el 16 d'abril del 1786, va ésser probablement causada per una pneumònia contreta per la llarga exposició a l'aire de la nit durant les seues contínues observacions de Delta Cephei. Va ser enterrat al panteó que la seua familia posseïa a Hunsingore (Yorkshire).